# 6118 Mayuboshi
6118 Mayuboshi è un asteroide della fascia principale. Scoperto nel 1986, presenta un'orbita caratterizzata da un semiasse maggiore pari a 2,4764784 UA e da un'eccentricità di 0,1555436, inclinata di 3,56383° rispetto all'eclittica.
L'asteroide era stato inizialmente battezzato 6118 Mayubosh per poi essere corretto nella denominazione attuale.
L'asteroide è dedicato al monte Bizan presso la città di Tokushima tramite la giustapposizione della traslitterazione di due parole della lingua giapponese: mayu (sopracciglio) e boshi (stella). Mayu è il nome poetico con cui è indicato il monte Bizan per via della propria forma.